# Шамалган (село)
Шамалган (каз. Шамалған / Şamalğan) — село в Карасайском районе Алматинской области Казахстана, административный центр Шамалганского сельского округа.
Находится примерно в 8 км к западу от центра города Каскелен. Код КАТО — 195259100.
В селе Шамалган имеется 5 школ, 2 колледжа, спортивный комплекс «Ушконыр», музей Елбасы Нурсултана Абишевича Назарбаева, 2 супермаркета, 3 ресторана, многопрофильная больница, дом культуры, сервисный акимат, центр занятости населения Карасайского района, земельный кадастр, 7 кирпичных заводов, фруктохранилище.
В селе родились Нурсултан Абишевич Назарбаев — первый президент Республики Казахстан и Махмуд-Али Макшарипович Калиматов — Глава Республики Ингушетия.

## История
Село Пригорное основано в 1910 году. В 1913 году в нём насчитывалось 146 дворов, имелся молитвенный дом. Село входило в состав Осташковской волости Верненского участка Верненского уезда Семиреченской области.

## Население
В 1999 году население села составляло 10013 человек (4769 мужчин и 5244 женщины). По данным переписи 2009 года, в селе проживало 13616 человек (6706 мужчин и 6910 женщин).